# مارسل دوشان
مارسل دوشان (به فرانسوی: Marcel Duchamp) (زادهٔ ۲۸ ژوئیهٔ ۱۸۸۷ - درگذشتهٔ ۲ اکتبر ۱۹۶۸) نقاش و مجسمه‌ساز فرانسوی بود که آثارش را بیشتر با سبک‌های دادائیسم و سوررئالیسم مرتبط می‌دانند. آثار دوشان در گسترش هنر غرب پس از جنگ جهانی اول تأثیرگذار بود.
دوشان تفکر قراردادی دربارهٔ پروسهٔ هنری و بازاریابی هنر را به چالش کشید، البته نه با نوشتن مقاله بلکه با انجام فعالیت‌های خرابکارانه نظیر ارائهٔ یک پیشابگاه به عنوان اثر هنری و نامگذاری آن به نام چشمه. دوشان آثار هنری نسبتاً اندکی تولید کرده است اما در همین آثار اندک خود جنبش‌های هنری آوانگارد زمانه اش را به سرعت پیموده است.
اثر خلاق را هنرمند به تنهایی به وجود نمی‌آورد، بلکه بیننده نیز با رمزگشایی و تعبیر کیفیت‌های درونی اثر آن را با دنیای بیرون پیوند می‌دهد و به این ترتیب سهم خود را به کار خلاق اضافه می‌کند. - مارسل دوشان

## زندگی
دوشان در فرانسه متولد شد و در خانواده‌ای اهل فرهنگ رشد کرد. خانهٔ آنها مملو از نقاشی‌ها و قلم‌زنی‌های «امیل نیکول» پدر بزرگ مادری‌اش بود و خانواده او به بازی شطرنج، خواندن کتاب، نقاشی، و موسیقی علاقه داشتند. خواهر و برادران او هم هنرمندان موفقی شدند:
- ژاک ویلون (۱۹۶۳–۱۸۷۵)، نقاش.
- ریموند دوشان-ویلون (۱۹۱۸–۱۸۷۶)، مجسمه‌ساز.
- سوزان دوشان (۱۹۶۳–۱۸۸۹)، نقاش.

در کودکی به همراه دو برادر بزرگترش خانه را ترک کرد و در روان به مدرسه رفت. او به خواهرش سوزان بسیار نزدیک بود که همیشه در بازی‌ها و فعالیت‌هایی که از قدرت تخیل فوق‌العاده مارسل ناشی می‌شد، همراه و همپای او بود. اگرچه مارسل دانش‌آموز برجسته‌ای نبود، اما در ریاضیات استعداد داشت و در مدرسه برندهٔ دو جایزهٔ ریاضی شد. در سال ۱۹۰۳ یک جایزهٔ نقاشی به دست آورد، و در جشن فارغ‌التحصیلی در ۱۹۰۴ جایزهٔ دیگری برنده شد که او را در تصمیمش برای هنرمند شدن مصمم کرد.
نقاشی آکادمیک را از معلمی آموخت که می‌خواست دانش‌آموزانش را از امپرسیونیسم و پست‌امپرسیونیسم و سایر جنبش‌های هنری آوانگارد دور نگه دارد، تلاشی که البته ناموفق بود. اولین راهنما و مرشد هنری مارسل، برادرش ژاک ویلون بود که مارسل سبک سیال و بُرندهٔ او را تقلید می‌کرد. در ۱۴ سالگی اولین فعالیت جدی هنری او نقاشی‌هایی بود با آبرنگ که از سوزان در حالت‌های مختلف و در حال انجام کارهای گوناگون می‌کشید. در تابستان همان سال منظره‌هایی هم به سبک امپرسیونیست‌ها با رنگ و روغن نقاشی کرد.

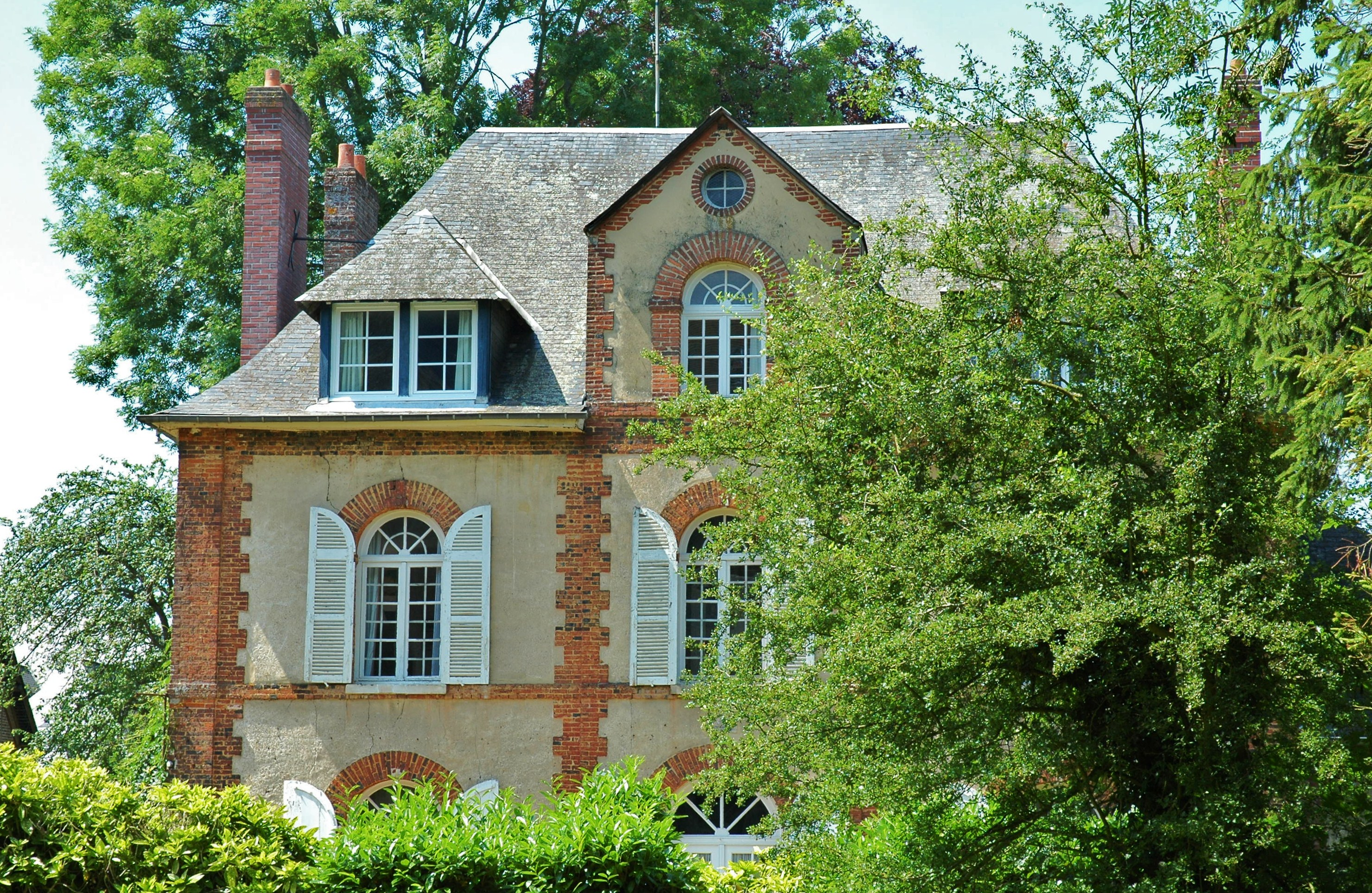
خانه پدری مارسل دوشان در بلینویل، نورماندی، فرانسه

### کارهای اولیه
مارسل دوشان، هنرمند فرانسوی - آمریکایی، پیشگام راستین مدرنیسم پساکلاسیک است. تحول هنری مارسل دوشان ــ که آندره برتون او را زیرک‌ترین هنرمند سدهٔ بیستم نامید ــ فقط در متن اوضاع هنری حاکم بر پاریس در واپسین دههٔ پیش از جنگ جهانی اول قابل فهم است. پس از جنجال‌هایی که با نمایش آثار کوربه، مانه و امپرسیونیست‌ها به پا شد، میان هنر رسمی که هنوز وامدار سنت آکادمی‌ها بود و کار هنرمندان جوان پیشرو که از این سنت روی گردانده و در جستجوی مضمون‌ها و وسایل جدید بازنمایی بودند، شکافی ژرف پدید آمد. با وجود این، زمانی که انقلابیون قبلی به خاطر دستاوردهایشان مورد توجه قرار می‌گرفتند، این عقیده در محافل هنری رواج می‌یافت که هر هنر پر معنا و هدفمندی که سرانجام معیارهای «سلیقهٔ خوب» را می‌سازد، اصلاً نوآورانه و نقض کنندهٔ معیارهای حاکم است. به عبارت دیگر، راه افتخار ــ راه به سوی قلهٔ خدایان موزه‌ها ــ از هنر پیشتاز می‌گذرد.
دوشان که در سال ۱۹۰۴ با هدف نقاش شدن به پاریس می‌آید، بی‌درنگ کارش را به سبک امپرسیونیست‌ها، سپس به شیوهٔ سزان و فووها شروع می‌کند و سرانجام به مضمون‌های سمبولیستی روی می‌آورد. او به برکت نفوذ برادرانش ــ که هر دو ده سالی از او بزرگترند و قبلاً به جنبش پیشتاز پیوسته‌اند ــ آثارش را نه فقط در سالن مستقلان بلکه همچنین مرتباً در سالن پاییز به نمایش می‌گذارد.
در بهار سال ۱۹۱۱، و به هنگام گشایش سالن پاییز، اعتماد به نفس مارسل دوشان سخت ضربه می‌خورد. در تالار شمارهٔ ۴۱، آنجا که فووها ظهور تماشایی خود را در سال ۱۹۰۵ تجربه کردند، اکنون کوبیست‌ها (گلز، لوفوکنیه، متسنژه، لژه و دلونه) جنجال دیگری را پدیدمی‌آورند. پیکاسو و براک، آفرینندگان اصلی سبک تازه، در این جمع حضور ندارند (اینان از شرکت در نمایشگاه‌ها خودداری می‌کنند، زیرا آثارشان پیش از این رد شده بود). اما عدم حضور ایشان مهم نیست، نقاشی‌های ارائه شده در نظر تماشاگران ناآگاه به اندازه کافی «احمقانه» است. جنجال دیگری پدید می‌آید. وقتی که خیل مردم در حال استهزا و فحاشی و مجادله به تالار کوبیست‌ها هجوم می‌آورند، در زیر امواج نظرات شش هزار سنت‌گرا قطعاً کسی به نقاشی‌های دوشان توجهی نمی‌کند.

## حاضرآماده
«حاضرآماده» اشیایی بودند که دوشان آن‌ها را به عنوان هنر انتخاب و ارائه کرد. در سال ۱۹۱۳، دوشان یک چرخ دوچرخه را در استودیوی خود نصب کرد. چرخ دوچرخه ایده السا فون فریتاگ-لورینگهوون بود. با این حال، ایده Readymades تا سال ۱۹۱۵ به‌طور کامل توسعه نیافته بود. ایده این بود که مفهوم هنر و ستایش هنر را زیر سؤال ببریم که دوشان آن را «غیرضروری» می‌دانست.
به قول او: «ایده من این بود که شیئی را انتخاب کنم که من را جذب نکند، چه از نظر زیبایی و چه از نظر زشتی».
قفسه بطری (۱۹۱۴)، یک قفسه خشک کن بطری با امضای Duchamp بود که به عنوان اولین شی خالص جریان «حاضرآماده» در نظر گرفته می‌شود. در سال ۱۹۱۵ یک بیل یا همان برف‌پاروکن که به آن Prelude to a Broken Arm نیز گفته می‌شود، به عنوان شیء حاضرآماده ارائه داد. یکی از مهم‌ترین آثار او چشمه (فواره): Fountain) است که در سال ۱۹۱۷ دنیای هنر را شوکه کرد و منجر به آفرینش هنر شوک شد. فواره در سال ۲۰۰۴ به عنوان «تاثیرگذارترین اثر هنری قرن بیستم» توسط ۵۰۰ هنرمند و مورخ مشهور انتخاب شد.